# Moulino
Moulino (en russe : Му́лино) est un petit bourg en Russie situé dans le raïon de Volodarsk de l'oblast de Nijni Novgorod. C'est le centre administratif de la commune rurale de Moulino qui regroupait 14 492 habitants en 2020.
Selon le recensement fédéral du 9 octobre 2002, il y avait 11 700 habitants à Moulino. Ils étaient 13 008 en 2012. À la fin de l'année 2010, la 20e armée de la Garde a déménagé de Voronej à Moulino, ce qui a profondément transformé la sociologie et l'économie des lieux. Au début le village était constitué de baraquements militaires, puis dans les années 1950, des immeubles de briques ont vu le jour. Le village est juste formé aujourd'hui de grands ensembles modernes, d'un hôpital militaire, d'écoles et de casernes.

## Garnison
Le nom du village est désormais la garnison militaire de Moulino depuis l'emménagement de la 6e brigade blindé (6-я отдельная танковая Ченстоховская Краснознамённая, ордена Кутузова бригада). Elle possède son propre champ d'artillerie à Gorkhovets et son bureau de commandement non loin du village, ainsi qu'un aérodrome. La brigade possède un bataillon disciplinaire.

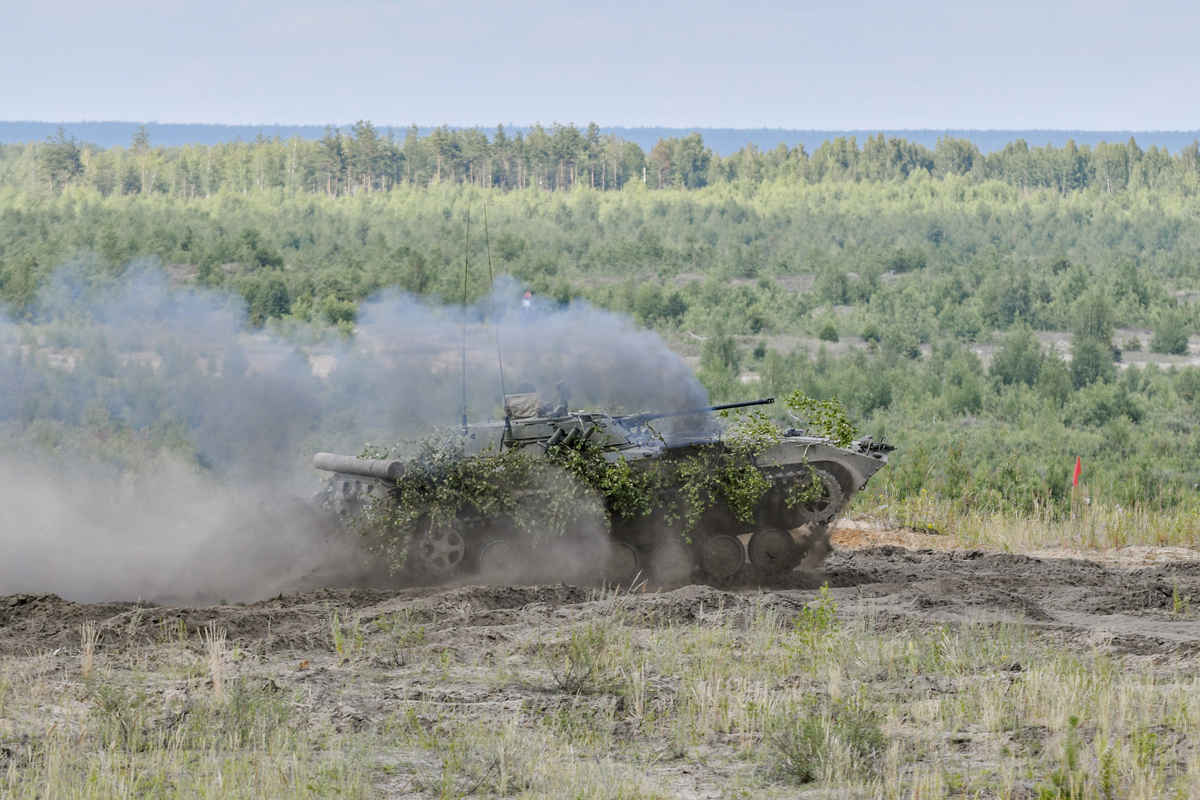
Exercice "Bouclier de l'Union" en 2019.

La fête du village est le 17 mai.